# Euprosopia monodon
Euprosopia monodon är en tvåvingeart som beskrevs av Mcalpine 1973. Euprosopia monodon ingår i släktet Euprosopia och familjen bredmunsflugor. Inga underarter finns listade i Catalogue of Life.